# Perisoreus
Perisoreus es un género de aves paseriformes de la familia de los córvidos, e incluye a tres especies de arrendajos de los bosques boreales de Europa, Asia y América del Norte.

## Especies
- Arrendajo gris (Perisoreus canadensis) (Linnaeus, 1766) - Canadá, norte de EE. UU. y Montañas Rocosas.
- Arrendajo funesto o siberiano (Perisoreus infaustus) (Linnaeus, 1758) - Escandinavia y norte de Asia.
- Arrendajo de Sichuán (Perisoreus internigrans) (Thayer & Bangs, 912) - Montañas del oeste de China.